# НТВ-Плюс Музыка
НТВ-Плюс Музыка — российский спутниковый музыкальный телеканал. Один из первых собственных телеканалов «НТВ-Плюс» наряду с каналами «Наше кино», «Мир кино», «Спорт», «Детский мир», «Кинохит», «Спорт Онлайн», «Спорт Классика», «Премьера», «Спорт Союз».

## История
Телеканал начал вещание 1 ноября 1996 года и был доступен абонентам спутниковой сети «НТВ-Плюс» в аналоговом качестве, став четвёртым каналом в составе системы (о порядковом номере также свидетельствовал логотип «М4», который появлялся в межпрограммных перебивках и в журнале «7 Дней» с 1996 по 1997 год). Руководителями телеканала были Дмитрий Дибров и Сергей Лисовский. В первые месяцы своего существования делался силами компании «Свежий ветер».
Телеканал транслировал музыкальные передачи и клипы, в частности, российские. В разное время на «НТВ-Плюс Музыка» работали такие известные музыканты и журналисты, как Алексей Баташев, Александр Липницкий, Дмитрий Быков, Дмитрий Никульшин, Михаил Соколов (Петрович), Анастасия Рахлина, бит-квартет «Секрет» (в лице Андрея Заблудовского и Алексея Мурашова) и Владимир Бажин, затем Татьяна Пушкина, Тина Канделаки, Алла Волгина и «Квартет И». В первый год музыкальный эфир был представлен ультрасовременными и, часто, малоизвестными российскими исполнителями. В этот же период многие вечерние программы шли в прямом эфире в режиме интерактивной связи. В 1997 году на канале стали транслировать видеоклипы наиболее известных и популярных в стране певцов и артистов эстрады.
Сетка вещания телеканала с июля 1997 года состояла из нескольких блоков: 4 часа российской музыки и 2 часа зарубежной. В течение дня блок транслировался три раза (с 8:00 до 14:00, с 14:00 до 20:00 и с 20:00 до 2:00). В 1998 году началось вещание телеканала со стереозвуком. С осени того же года по субботам транслировалась исключительно российскиая музыка, а по воскресеньям — зарубежная.

### Закрытие
Осенью 1998 года в связи с экономическим кризисом на канале было сокращено 230 штатных единиц, после чего он фактически стал находиться на грани закрытия. К концу года, в свете прибавившегося к этим обстоятельствам усиления позиций таких каналов, как «Муз-ТВ» и «MTV Россия», «НТВ-Плюс Музыка» стал непопулярен, и 20 мая 1999 года он был закрыт. В мае 1999 года на спутниках TDF 2 (36° в. д.) и Intelsat 604 (60° в. д.) «НТВ-Плюс Музыка» был заменён на «MTV Россия».